# Macrostylis setulosa
Macrostylis setulosa là một loài chân đều trong họ Macrostylidae. Loài này được Mezhov miêu tả khoa học năm 1992.